# زیست‌شناسی ارسطو
زیست‌شناسیِ ارسطو (انگلیسی: Aristotle's biology) نظریه زیست‌شناسی است که مبتنی بر مشاهده منظم و جمع‌آوری داده‌ها، عمدتاً جانورشناسی است که در کتاب‌های ارسطو دربارهٔ علم گنجانده شده‌است. بسیاری از مشاهدات او در طول اقامتش در جزیره لسبوس انجام شد، از جمله توصیف‌های او از زیست‌شناسی دریا مرداب پیرها، که اکنون خلیج کالونی است. نظریه او مبتنی بر ماده و صورت است که از نظریه اشکال افلاطون نشأت می‌گیرد، اما کاملاً برخلاف آن است.
این تئوری پنج فرایند بیولوژیکی اصلی را توصیف می‌کند، یعنی سوخت‌وساز، تنظیم دمایی، پردازش اطلاعات، رویان و وراثت.